# Habitation de l'abbesse des Bénédictines
L'habitation de l'abbesse des Bénédictines est un édifice du XVIIe siècle situé à Argentan, en France.

## Localisation
Le monument est situé dans le département français de l'Orne, au 33 rue Saint-Martin, à 50 m au sud de l'église Saint-Martin d'Argentan.

## Historique
Les plafonds peints de l'ancienne habitation sont classés au titre des Monuments historiques depuis le 18 mai 1932, les façades et les toitures sont inscrites depuis le 4 novembre 1982.